# Bossen, heiden en valleigebieden van zandig Vlaanderen: westelijk deel
Bossen, heiden en valleigebieden van zandig Vlaanderen: westelijk deel este o arie protejată (arie specială de conservare — SAC, sit de importanță comunitară — SCI, arie de protecție specială avifaunistică — SPA) din Belgia întinsă pe o suprafață de 3.064 ha, integral pe uscat.

## Localizare
Centrul sitului Bossen, heiden en valleigebieden van zandig Vlaanderen: westelijk deel este situat la coordonatele 51°06′N 3°19′E / 51.1°N 3.32°E.

## Înființare
Situl Bossen, heiden en valleigebieden van zandig Vlaanderen: westelijk deel a fost declarat arie de protecție specială avifaunistică în ianuarie 1900 pentru a proteja 1 specie de animale. Alte tipuri de protecție:
- sit de importanță comunitară (în mai 2002)
- arie specială de conservare (în aprilie 2014)[1][2][3]

## Biodiversitate
Situată în ecoregiunea atlantică, aria protejată conține 14 habitate naturale: Vegetație psamofilă uscată cu pășuni deschise de Corynephorus și Agrostis, Ape stătătoare oligotrofe până la mezotrofe, cu vegetație de Littorelletea uniflorae și/sau de Isoëto-Nanojuncetea, Lacuri eutrofice naturale cu vegetație de tip Magnopotamion sau Hydrocharition, Cursuri de apă de la nivel de câmpie la nivel montan, cu vegetație Ranunculion fluitantis și Callitricho-Batrachion, Pajiști umede nord-atlantice cu Erica tetralix, Pajiști uscate europene, Formațiuni ierboase bogate în specii de Nardus, dezvoltate pe substraturi silicioase în zone montane (și în zone submontane, în Europa continentală), Pajiști cu Molinia pe soluri calcaroase, turboase sau argilos-nămoloase (Molinion caeruleae), Liziere de ierburi înalte hidrofile de câmpie și de nivel montan până la alpin, Fânețe de joasă altitudine (Alopecurus pratensis, Sanguisorba officinalis), Mlaștini turboase de tranziție și turbării mișcătoare, Păduri de fag acidofile atlantice, cu subarboret de Ilex și, uneori, de asemenea, Taxus, la nivelul arbuștilor (Quercion robori-petraeae sau Ilici-Fagenion), Păduri de stejar sau de stejar și carpen sub-atlantice și medio-europene de Carpinion betuli, Păduri aluvionare cu Alnus glutinosa și Fraxinus excelsior (Alno-Padion, Alnion incanae, Salicion albae).
La baza desemnării sitului se află mai multe specii protejate de  pești (1): boarță (Rhodeus amarus)
Pe lângă speciile protejate, pe teritoriul sitului au mai fost identificate 6 specii de păsări, 1 specie de amfibieni, 8 specii de mamifere.